# Bard-lès-Époisses
Bard-lès-Époisses é uma comuna francesa na região administrativa da Borgonha-Franco-Condado, no departamento de Côte-d'Or. Estende-se por uma área de 3,47 km². Em 2010 a comuna tinha 71 habitantes (densidade: 20,5 hab./km²).